# 施岙遗址
30°1′38.01″N 121°22′30.13″E / 30.0272250°N 121.3750361°E
施岙遗址是浙江省余姚市一处考古遗址，位于三七市镇相岙村施岙自然村西侧山谷中，距离田螺山遗址仅400米。遗址2020年1月在基建勘探中发现，2020年至2021年由浙江省文物考古研究所、宁波市文化遗产管理研究院、河姆渡遗址博物馆联合对此地展开考古发掘，判定遗址年代为距今约6700年至4500年。最主要的发现为良渚文化时期水稻田，包含凸起的田埂以及河道、水渠和灌排水口，稻田堆积中发现较多水稻小穗轴、颖壳及伴生杂草遗存，水稻植硅体密度很高，发现时为面积最大的良渚文化古稻田。此外还出土陶器、石器残片及独木舟。遗址曾入选2021年全国十大考古新发现终评，2023年6月列入浙江省文物保护单位。